# هیسانوری شیراساوا
هیسانوری شیراساوا (انگلیسی: Hisanori Shirasawa؛ زادهٔ ۱۳ دسامبر ۱۹۶۴) بازیکن فوتبال اهل ژاپن است.
از باشگاه‌هایی که در آن بازی کرده‌است می‌توان به باشگاه فوتبال سرزو اوساکا اشاره کرد.